# Saturn Awards 2013
La 39ª edizione dei Saturn Awards si è svolta il 26 giugno 2013 a Burbank in California.
Le candidature sono state annunciate il 20 febbraio 2013.

## Candidati e vincitori
I vincitori sono indicati in grassetto, a seguire gli altri candidati.

### Film

#### Miglior film di fantascienza
- The Avengers, regia di Joss Whedon
- Chronicle, regia di Josh Trank
- Cloud Atlas, regia di Lana e Lilly Wachowski
- Hunger Games (The Hunger Games), regia di Gary Ross
- Looper, regia di Rian Johnson
- Prometheus, regia di Ridley Scott

#### Miglior film fantasy
- Vita di Pi (Life of Pi), regia di Ang Lee
- The Amazing Spider-Man, regia di Marc Webb
- Lo Hobbit - Un viaggio inaspettato (The Hobbit: An Unexpected Journey), regia di Peter Jackson
- Ruby Sparks, regia di Jonathan Dayton e Valerie Faris
- Biancaneve e il cacciatore (Snow White and the Huntsman), regia di Rupert Sanders
- Ted, regia di Seth MacFarlane

#### Miglior film horror/thriller
- Quella casa nel bosco (The Cabin in the Woods), regia di Drew Goddard
- Argo, regia di Ben Affleck
- The Impossible, regia di Juan Antonio Bayona
- 7 psicopatici (Seven Psychopaths), regia di Martin McDonagh
- The Woman in Black, regia di James Watkins
- Zero Dark Thirty, regia di Kathryn Bigelow

#### Miglior film d'azione/avventura
- Skyfall, regia di Sam Mendes
- The Bourne Legacy, regia di Tony Gilroy
- Il cavaliere oscuro - Il ritorno (The Dark Knight Rises), regia di Christopher Nolan
- Django Unchained, regia di Quentin Tarantino
- Les Misérables, regia di Tom Hooper
- Taken - La vendetta (Taken 2), regia di Olivier Megaton

#### Miglior attore
- Matthew McConaughey - Killer Joe
- Christian Bale - Il cavaliere oscuro - Il ritorno (The Dark Knight Rises)
- Daniel Craig - Skyfall
- Martin Freeman - Lo Hobbit - Un viaggio inaspettato (The Hobbit: An Unexpected Journey)
- Hugh Jackman - Les Misérables
- Joseph Gordon-Levitt - Looper

#### Miglior attrice
- Jennifer Lawrence - Hunger Games (The Hunger Games)
- Jessica Chastain - Zero Dark Thirty
- Helen Mirren - Hitchcock
- Ann Dowd - Compliance
- Zoe Kazan - Ruby Sparks
- Naomi Watts - The Impossible

#### Miglior attore non protagonista
- Clark Gregg - The Avengers
- Javier Bardem - Skyfall
- Michael Fassbender - Prometheus
- Joseph Gordon-Levitt - Il cavaliere oscuro - Il ritorno (The Dark Knight Rises)
- Ian McKellen - Lo Hobbit - Un viaggio inaspettato (The Hobbit: An Unexpected Journey)
- Christoph Waltz - Django Unchained

#### Miglior attrice non protagonista
- Anne Hathaway - Il cavaliere oscuro - Il ritorno (The Dark Knight Rises)
- Judi Dench - Skyfall
- Gina Gershon - Killer Joe
- Anne Hathaway - Les Misérables
- Nicole Kidman - The Paperboy
- Charlize Theron - Biancaneve e il cacciatore (Snow White & the Huntsman)

#### Miglior attore emergente
- Suraj Sharma - Vita di Pi (Life of Pi)
- CJ Adams - L'incredibile vita di Timothy Green (The Odd Life of Timothy Green)
- Daniel Huttlestone - Les Misérables
- Chloë Grace Moretz - Dark Shadows
- Quvenzhané Wallis - Re della terra selvaggia (Beasts of the Southern Wild)
- Tom Holland - The Impossible

#### Miglior regia
- Joss Whedon - The Avengers
- William Friedkin - Killer Joe
- Peter Jackson - Lo Hobbit - Un viaggio inaspettato (The Hobbit: An Unexpected Journey)
- Rian Johnson - Looper
- Ang Lee - Vita di Pi (Life of Pi)
- Christopher Nolan - Il cavaliere oscuro - Il ritorno (The Dark Knight Rises)

#### Miglior sceneggiatura
- Quentin Tarantino - Django Unchained
- Tracy Letts - Killer Joe
- Martin McDonagh - 7 psicopatici (Seven Psychopaths)
- David Magee - Vita di Pi (Life of Pi)
- Joss Whedon - The Avengers
- Joss Whedon e Drew Goddard - Quella casa nel bosco (The Cabin in the Woods)

#### Miglior montaggio
- Alexander Berner - Cloud Atlas
- Stuart Baird e Kate Baird - Skyfall
- Bob Ducsay - Looper
- Jeffrey Ford e Lisa Lassek - The Avengers
- John Gilroy - The Bourne Legacy
- Tim Squyres - Vita di Pi (Life of Pi)

#### Miglior scenografia
- Dan Hennah - Lo Hobbit - Un viaggio inaspettato (The Hobbit: An Unexpected Journey)
- Hugh Bateup e Uli Hanisch - Cloud Atlas
- Sarah Greenwood - Anna Karenina
- David Gropman - Vita di Pi (Life of Pi)
- Rick Heinrichs - Dark Shadows
- Eve Stewart - Les Misérables

#### Miglior colonna sonora
- Danny Elfman - Frankenweenie
- Mychael Danna - Vita di Pi (Life of Pi)
- Dario Marianelli - Anna Karenina
- Thomas Newman - Skyfall
- Howard Shore - Lo Hobbit - Un viaggio inaspettato (The Hobbit: An Unexpected Journey)
- Hans Zimmer - Il cavaliere oscuro - Il ritorno (The Dark Knight Rises)

#### Miglior costumi
- Paco Delgado - Les Misérables
- Jacquline Durran - Anna Karenina
- Kym Barrett e Pierre-Yves Gayraud - Cloud Atlas
- Sharen Davis - Django Unchained
- Bob Buck, Ann Maskrey e Richard Taylor - Lo Hobbit - Un viaggio inaspettato (The Hobbit: An Unexpected Journey)
- Colleen Atwood - Biancaneve e il cacciatore (Snow White and the Huntsman)

#### Miglior trucco]
- Heike Merker, Daniel Parker e Jeremy Woodhead - Cloud Atlas
- Greg Nicotero, Howard Berger, Peter Montagna e Julie Hewitt - Hitchcock
- Peter Swords King, Rick Findlater e Tami Lane - Lo Hobbit - Un viaggio inaspettato (The Hobbit: An Unexpected Journey)
- David Martí, Montse Ribé e Vasit Suchitta - The Impossible
- Naomi Donne, Donald Mowat e Love Larson - Skyfall
- Jean Ann Black e Fay Von Schroeder - The Twilight Saga: Breaking Dawn - Parte 2 (The Twilight Saga: Breaking Dawn - Part 2)

#### Migliori effetti speciali
- Janek Sirrs, Jeff White, Guy Williams e Dan Sudick - The Avengers
- Grady Cofer, Pablo Helman, Jeanie King e Burt Dalton - Battleship
- Joe Letteri, Eric Saindon, David Clayton e R. Christopher White - Lo Hobbit - Un viaggio inaspettato (The Hobbit: An Unexpected Journey)
- Chris Corbould, Peter Chiang, Scott R. Fisher e Sue Rowe - John Carter
- Bill Westenhofer, Guillaume Rocheron, Erik-Jan De Boer e Donald R. Elliott - Vita di Pi (Life of Pi)
- Cedric Nichols-Troyan, Philip Brennan, Neil Corbould e Michael Dawson - Biancaneve e il cacciatore (Snow White and the Huntsman)

#### Miglior film indipendente
- Killer Joe, regia di William Friedkin
- Compliance, regia di Craig Zobel
- Hitchcock, regia di Sacha Gervasi
- The Paperboy, regia di Lee Daniels
- Robot & Frank, regia di Jake Schreier
- Safety Not Guaranteed, regia di Colin Trevorrow
- Cercasi amore per la fine del mondo (Seeking a Friend for the End of the World), regia di Lorene Scafaria

#### Miglior film internazionale
- Headhunters - Il cacciatore di teste (Hodejegerne), regia di Morten Tyldum ( Norvegia/ Germania)
- Anna Karenina, regia di Joe Wright ( Regno Unito)
- Pollo alle prugne (Poulet aux prunes), regia di Marjane Satrapi e Vincent Paronnaud ( Francia/ Germania/ Belgio)
- La Fée, regia di Dominique Abel, Fiona Gordon e Bruno Romy ( Francia/ Belgio)
- Mai wei (마이 웨이), regia di Kang Je-gyu ( Corea del Sud)
- Pusher, regia di Luis Prieto ( Regno Unito)

#### Miglior film d'animazione
- Frankenweenie, regia di Tim Burton
- Ribelle - The Brave (Brave), regia di Mark Andrews e Brenda Chapman
- ParaNorman, regia di Sam Fell e Chris Butler
- Ralph Spaccatutto (Wreck-It Ralph), regia di Rich Moore

### Televisione

#### Miglior serie televisiva trasmessa da una rete
- Revolution
- Elementary
- The Following
- Fringe
- C'era una volta (Once Upon a Time)
- Supernatural

#### Miglior serie televisiva trasmessa via cavo
- The Walking Dead
- American Horror Story: Asylum
- Dexter
- The Killing
- Leverage - Consulenze illegali (Leverage)
- True Blood

#### Miglior presentazione televisiva
- Breaking Bad
- Continuum
- Falling Skies
- Il Trono di Spade (Game of Thrones)
- Mockingbird Lane
- Spartacus: War of the Damned
- Mondo senza fine (World Without End)

#### Miglior attore in una serie televisiva
- Bryan Cranston - Breaking Bad
- Kevin Bacon - The Following
- Billy Burke - Revolution
- Michael C. Hall - Dexter
- Timothy Hutton - Leverage - Consulenze illegali (Leverage)
- Joshua Jackson - Fringe
- Andrew Lincoln - The Walking Dead

#### Miglior attrice in una serie televisiva
- Anna Torv - Fringe
- Moon Bloodgood - Falling Skies
- Mireille Enos - The Killing
- Sarah Paulson - American Horror Story: Asylum
- Charlotte Riley - Mondo senza fine (World Without End)
- Tracy Spiridakos - Revolution

#### Miglior attore non protagonista in una serie televisiva
- Jonathan Banks - Breaking Bad
- Giancarlo Esposito - Revolution
- Todd Lasance - Spartacus: War of the Damned
- Colm Meaney - Hell on Wheels
- David Morrissey - The Walking Dead
- John Noble - Fringe

#### Miglior attrice non protagonista in una serie televisiva
- Laurie Holden - The Walking Dead
- Jennifer Carpenter - Dexter
- Sarah Carter - Falling Skies
- Anna Gunn - Breaking Bad
- Jessica Lange - American Horror Story: Asylum
- Beth Riesgraf - Leverage - Consulenze illegali (Leverage)

#### Miglior guest star in una serie televisiva
- Yvonne Strahovski - Dexter
- Blair Brown - Fringe
- Terry O'Quinn - Falling Skies
- Lance Reddick - Fringe
- Mark Sheppard - Leverage - Consulenze illegali (Leverage)
- Ray Stevenson - Dexter

#### Miglior serie televisiva per giovani
- Teen Wolf
- Arrow
- Beauty and the Beast
- Doctor Who
- Merlin
- The Vampire Diaries

### Home video

#### Miglior DVD/Blu-ray (film)
- Touchback
- Atlas Shrugged: Part II: The Strike
- Chained
- Cosmopolis
- The Possession
- A Thousand Cuts

#### Miglior edizione speciale DVD/Blu-ray
- La piccola bottega degli orrori: Integrale
- Lo squalo: 100º anniversario della Universal
- Lawrence d'Arabia: 50º anniversario
- I vampiri (serial cinematografico)
- Paura e desiderio di Stanley Kubrick

#### Miglior DVD/Blu-ray (serie TV)
- Star Trek: The Next Generation: Prima e seconda stagione
- In Search Of...: La serie completa
- La fuga di Logan: La serie completa
- The River: Prima stagione
- Shazam!: La serie Live-Action completa
- Spartacus: Vengeance

#### Miglior collezione DVD/Blu-ray
- Universal Classic Monsters: La collezione essenziale
- Alfred Hitchcock: La collezione capolavoro
- Battle Royale: La collezione completa
- James Bond: La collezione completa dei 22 film
- Dark Shadows: La collezione completa
- Buster Keaton: Collezione completa in Blu-ray

## Premi speciali
- Visionary Award: Richard Matheson[3]
- Lifetime Achievement Award: William Friedkin
- Life Career Award: Jonathan Frakes
- Dan Curtis Legacy Award: Vince Gilligan